# Carl Johan Lind
Pour les articles homonymes, voir Lind.
Carl Johan Lind « Massa » (né le 25 mai 1883 à Karlskoga et décédé le 2 février 1965 à Karlstad) est un athlète suédois spécialiste des lancers. Affilié au IFK Karlstad puis au IF Göta, il mesurait 1,76 m pour 102 kg.

## Biographie

### Palmarès
| Date | Compétition           | Lieu      | Résultat | Épreuve                 | Performance |
| ---- | --------------------- | --------- | -------- | ----------------------- | ----------- |
| 1912 | Jeux olympiques d'été | Stockholm | 27e      | Lancer du disque        | 36,07 m     |
| 1912 | Jeux olympiques d'été | Stockholm | 8e       | Disque à 2 mains        | 68,02 m     |
| 1912 | Jeux olympiques d'été | Stockholm | 5e       | Lancer de marteau       | 45,61 m     |
| 1920 | Jeux olympiques d'été | Anvers    | 3e       | Lancer du marteau lourd | 10,255 m    |
| 1920 | Jeux olympiques d'été | Anvers    | 2e       | Lancer de marteau       | 48,430 m    |
| 1924 | Jeux olympiques d'été | Paris     | 7e       | Lancer de marteau       | 44,785 m    |

### Records
| Épreuve           | Performance | Lieu | Date |
| ----------------- | ----------- | ---- | ---- |
| Lancer du disque  | 39,04 m     |      | 1912 |
| Lancer du marteau | 52,51 m     |      | 1922 |